# Straßlach-Dingharting
Straßlach-Dingharting er en kommune i Landkreis München (Oberbayern), i den tyske delstat Bayern. Indtil 1989 hed kommunen Straßlach.
Straßlach-Dingharting består af 13 landsbyer og bebyggelser, blandt andre Straßlach, Großdingharting, Kleindingharting, Hailafing, Holzhausen, Beigarten, Deigstetten, Ebertshausen og Frundsbergerhöhe.
Kommunen Straßlach-Dingharting strækker sig ned til Isardalen, hvor der ved Mühltal ligger et vandkraftværk Isar-Amperwerke. Fra kraftværkssøen og ned til floden er der støbt en rampe for kanoer og flåder, en såkaldt Bootsgasse eller Floßrutsche , og denne regnes for den længste af sin art i verden.